# خمیلنگتس
خمیلنگتس (به لهستانی:  Chmieleniec) یک روستا در لهستان است که در گمینا ونچتسه واقع شده‌است. خمیلنگتس ۱۶۳ نفر جمعیت دارد.